# غونتر (ملك)
غونتر (بالألمانية: Gunther) هو ملك جرماني قديم لقبائل البورغنديين، حكم في القرن الخامس الميلادي وقاتل ضد الرومان وهزم من أمام يوفينوس و أيتيوس. ذكر عن تحالفه مع أتيلا الهوني، وبعد سقوطه تم تدمير مملكته.